# Wapen van Ohé en Laak

Wapen van Ohé en Laak

Het wapen van Ohé en Laak werd op 21 april 1819 verleend door de Hoge Raad van Adel aan de Limburgse gemeente Ohé en Laak. Per 1991 ging Ohé en Laak op in gemeente Maasbracht. Het gemeentewapen kwam daardoor te vervallen. In het wapen van Maasbracht per 1992 werd geen elementen uit het wapen van Ohé en Laak overgenomen. Per 2007 maakt Ohé en Laak deel uit van de gemeente Maasgouw.

## Blazoenering
De blazoenering van het wapen luidde als volgt:
Van blaauw, beladen met het beeld van de Heilige Anna van goud.
De heraldische kleuren zijn azuur (blauw) en goud (goud of geel). Dit zijn de rijkskleuren.

## Geschiedenis
Ohé en Laak kan zich niet baseren op een wapen op basis op historische gronden, daarom werd gekozen voor de afbeelding van de heilige Anna vanwege het voor 1631 daterende Sint-Annakapelletje bij het kasteel Walborg. De kapel werd in 1896 afgebroken en vervangen door een nieuwe op een andere plek in het dorp.